# Mihail Tuhacevski

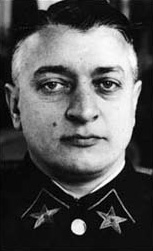
Mareşalul Uniunii Sovietice Mihail Tuhacevski

Mihail Nicolaevici Tuhacevski (also în limba rusă: Михаил Николаевич Тухачевский) (16 februarie 1893 - 12 iunie 1937), a fost un important comandant militar sovietic și poate una dintre cele mai importante victime a Marii Epurări staliniste de la sfârșitul deceniului al patrulea.
Tuhacevski s-a născut lângă Smolensk, într-o familie aristocratică de origine poloneză. A absolvit Școala militară Alexandrovskie în 1914 și a fost încadrat în rândurile Regimentului de Gardă Semionovski. În timpul primului război mondial a a avut gradul de locotenent. A fost luat prizonier de germani și a fost închis în fortăreața Ingolstadt, alături, printre alții, de Charles de Gaulle.
S-a reîntors în Rusia în 1917, după Revoluția Rusă. În 1917 a intrat în rândurile Partidului Bolșevic. A devenit ofițer al Armatei Roșii și a avansat foarte rapid datorită calităților sale. În timpul războiului civil a avut sarcina apărării Moscovei. Comisarul Poporului pentru Apărare Lev Troțki i-a dat lui Tuhacevski comanda Armatei a XIX-a în 1919. În fruntea acestei armate el a dus luptele pentru recucerirea Siberiei din mâinile forțelor albilor de sub comanda lui Alexandr Kolceak. A participat, de asemenea, al luptele pentru înfrângerea generalului Anton Denikin în luptele din Crimeea din 1920. A fost conducătorul unităților Armatei Roșii care au înăbușit rebeliunea din Kronstadt și răscoala țărănească din Tambov.
Tuhacevski a fost comandantul armatelor bolșevice în timpul războiului polono-sovietic din 1920 fiind învins de Józef Piłsudski în fața porților Varșoviei. În timpul războiului polono-sovietic a intrat prima oară Tuhacevski în conflict cu Stalin. Cei doi s-au învinovățit reciproc pentru înfrângerea din bătălia de la Varșovia, eșec care a dus în final la pierderea războiului. Tuhacevski a fost criticat pentru controlul inadecvat al forțelor sovietice. Ordinele lui au fost de multe ori ignorate chiar de cei mai mari în rang ofițeri, ceea ce a dus în cele din urmă la câteva înfrângeri usturătoare în acea campanie. Pe de altă parte, Tuhacevski a adus în apărarea sa faptul că nu i s-a permis să-și aleagă comandanții de divizii sau să-și mute cartierul general mai aproape de front și acestea doar din motive politice. Animozitatea dintre Stalin și Tuhacevski a continuat până la sfârșitul deceniului al patrulea.
Mai trebuie adăugat că Piłsudski și statul lui major au avut un avantaj major în timpul războiului polono-sovietic, avantaj oferit de contraspionajul polonez care a reușit decriptarea mesajelor radio sovietice. Aceste mesaje au fost criptate folosind un cifru și coduri primitive și, în plus, activitatea criptografilor sovietici era caracterizată prin neglijențe inadmisibile. Criptanaliștii și comandanții polonezi au fost capabili deseori „să se uite peste umărul” celor mai înalți comandanți sovietici, (incluzându-i aici pe Tuhacevski și Troțki). Este de neînțeles cum de Armata Roșie a repetat aceleași greșeli făcute de armata țaristă în timpul primului război mondial, erori care au dus în mod hotărâtor la înfrângerea rusească de la Tannenberg din 1914.
Tuhacevski a fost Șeful Marelui Stat Major al Armatei Roșii (1925-1928) și adjunct al Comisarului Poporului pentru Apărare. A reușit să transforme detașamentele de revoluționari ale Armatei Roșii în militari profesioniști foarte bine antrenați. A fost autorul mai multor cărți despre războiul modern, iar în 1931 a avut un rol hotărâtor în procesul de reformare a armatei. A fost promotorul unor idei revoluționare pentru vremea aceea în strategia militară, în special în problema utilizării tancurilor și a aviației. Ideilor sale i se opuneau apropiații lui Stalin, apărători ai ideilor învechite din timpul războiului civil, Kliment Voroșilov și Semion Budionnîi.
Teoria sa despre operațiile în adâncime, care punea accentul pe atacul formațiunilor blindate adânc în spatele liniilor inamice cu scopul distrugerii logisticii și spatelui adversarului, a fost puternic combătută de conducătorii militari de la acea vreme. Germanii au folosit o tactica absolut identică (Blitzkrieg) în timpul celui de-al doilea război mondial, sovieticii readoptând-o și ei în cele din urmă pe durata celui de-al doilea Razboi Mondial, ceea ce a adus la mari victorii, precum cele din timpul bătăliei de la Kursk și a operațiunii Bagration.
În 1935, Tuhacevski a fost avansat la gradul de Mareșal al Uniunii Sovietice la numai 42 de ani. În 1936, Tuhacevski a vizitat Anglia, Franța și Germania. Mai târziu, când avea să fie judecat, a fost acuzat, și e posibil să fi fost adevărat, că pe durata acestor vizite ar fi contactat exilați ruși antistaliniști și ar fi început să comploteze împotriva lui Stalin.
Tuhacevski a fost arestat pe 22 mai 1937 și a fost acuzat că a organizat o „conspirație troțkistă antisovietică” și că a spionat pentru Germania Nazistă. La finalul unui proces secret, (vezi și Cazul organizației militare troțkiste antisovietice), Tuhacevski și alți opt înalți comandanți militari (printre care și vechiul său prieten Iona Iakir) au fost condamnați și executați în noaptea aceleiași zile, (11 spre 12 iunie 1937).
Pe 31 ianuarie 1957, Tuhacevski și coacuzații din proces au fost reabilitați și declarați nevinovați. Atât înainte, cât și după prăbușirea Uniunii Sovietice, au existat istorici care au sugerat că ar fi existat totuși o conspirație militară împotriva lui Stalin, în care Tuhacevski a fost amestecat.
În cartea sa The Great Terror (Marea teroare) (1968), istoricul britanic Robert Conquest a afirmat că agenții germani, la inițiativa lui Heinrich Himmler, au falsificat documente care îl implicau pe Tuhacevski într-o conspirație alături de Marele Stat Major German, cu scopul de a slăbi capacitatea de apărare a Uniunii Sovietice punându-l pe mareșal într-o lumină proastă în fața lui Stalin. Conquest a afirmat că aceste documente au fost transmise lui Stalin prin intermediul președintelui Cehoslovaciei Edvard Benes, om care se bucura de încrederea dictatorului sovietic. Această versiune a fost susținută și de liderul comunist polonez Wladyslaw Gomulka într-un discurs din 1961, dar până acum nu au apărut dovezi suficiente pentru susținerea acestei ipoteze.